# Érick Aguirre
Pour les articles homonymes, voir Aguirre.
Érick Aguirre est un footballeur international mexicain né le 23 février 1997 à Uruapan. Il joue au poste de défenseur au CF Monterrey.

## Biographie
Érick Aguirre voit le jour dans une famille modeste, et commence très jeune à jouer au football. Il commence sa carrière en tant que milieu de terrain, avant de peu à peu redescendre en défense.
Avec la sélection mexicaine, il remporte le championnat de la CONCACAF des moins de 17 ans en 2013 puis le championnat de la CONCACAF des moins de 20 ans en 2015.
Il participe à la Coupe du monde des moins de 17 ans 2013 qui se déroule aux Émirats arabes unis, puis à la Coupe du monde des moins de 20 ans 2015 organisée en Nouvelle-Zélande. Lors du mondial des moins de 17 ans, il joue sept matchs et atteint la finale, en étant battu par le Nigeria. Lors du mondial des moins de 20 ans, il prend part à trois matchs.
Après deux saisons dans l'équipe première des Monarcas de Morelia, il quitte le club pour le CF Pachuca.

## Palmarès

### En club
- Ligue des champions de la CONCACAF 2016-2017

### En sélection
- Finaliste de la Coupe du monde des moins de 17 ans 2013 avec l'équipe du Mexique
- Vainqueur du championnat de la CONCACAF des moins de 17 ans en 2013 avec l'équipe du Mexique
- Vainqueur du championnat de la CONCACAF des moins de 20 ans en 2015 avec l'équipe du Mexique